# Stora Lindbergstjärnen
Stora Lindbergstjärnen är en sjö i Älvsbyns kommun i Norrbotten och ingår i Piteälvens huvudavrinningsområde. Sjön har en area på 0,0717 kvadratkilometer och ligger 213,7 meter över havet. Stora Lindbergstjärnen ligger i Piteälven Natura 2000-område.

## Delavrinningsområde
Stora Lindbergstjärnen ingår i det delavrinningsområde (728613-172341) som SMHI kallar för Mynnar i Borgforsälven. Medelhöjden är 232 meter över havet och ytan är 2,21 kvadratkilometer. Det finns inga avrinningsområden uppströms utan avrinningsområdet är högsta punkten. Vattendraget som avvattnar avrinningsområdet har biflödesordning 3, vilket innebär att vattnet flödar genom totalt 3 vattendrag innan det når havet efter 60 kilometer. Avrinningsområdet består mestadels av skog (73 procent). Avrinningsområdet har 0,08 kvadratkilometer vattenytor vilket ger det en sjöprocent på 3,4 procent.